# Unión de Centro Democrático
La Unión de Centro Democrático (UCD) fue una coalición política y, posteriormente, un partido político español creado y liderado inicialmente por Adolfo Suárez (1977-1981), que ejerció un papel protagonista durante la transición a la democracia, liderando el Gobierno de España entre 1976 y 1981. Dados sus orígenes, la Unión de Centro Democrático no fue un partido convencional, ya que dentro de su seno coexistían numerosas «familias» políticas procedentes de los antiguos partidos que habían constituido originalmente la coalición.
Después de la dimisión y salida de Adolfo Suárez en enero de 1981, se hizo con el poder Leopoldo Calvo-Sotelo, Presidente del Gobierno de España entre 1981 y 1982.
El partido entró en una descomposición que acabaría llevando a perder más de 157 parlamentarios en las elecciones generales de 1982, lo que se traduciría en su disolución unos meses más tarde.

## Historia

### Antecedentes: Centro Democrático
El 20 de enero de 1977, el Partido Popular de Pío Cabanillas y José María de Areilza  (no confundir con el Partido Popular producto de la refundación de Alianza Popular) encabezó la fundación de una coalición de partidos centristas denominada Centro Democrático, con miras a las primeras elecciones generales de la transición posterior a la dictadura de Francisco Franco. La reunión de partidos y movimientos de corte socialdemócrata, democristiano y liberal estaba integrada por:
- Partido Popular (PP) de Pío Cabanillas y José María de Areilza.
- Partido Popular Demócrata Cristiano (PPDC) de Fernando Álvarez de Miranda.
- Unión Demócrata Cristiana (UDC) de Jesús Barros de Lis, que se retiró de CD en febrero de 1977.[9]
- Partido Demócrata Popular (PDP) de Ignacio Camuñas.
- Federación de Partidos Demócratas y Liberales (FPDL) de Joaquín Garrigues Walker.
- Unión Democrática Española (UDE) de Alberto Monreal Luque.

Con posterioridad, se incorporaron a CD el Partido Liberal (PL) de Enrique Larroque y el Partido Social Demócrata de España (PSDE) de Francisco Fernández Ordóñez.
En marzo de 1977, Cabanillas y Areilza comenzaron reuniones con el presidente del gobierno, Adolfo Suárez. Este último se retiró del PP luego de que quedara de manifiesto que el gobierno buscaba intervenir CD para transformarlo en el «partido del presidente» que enfrentaría las elecciones generales bajo el liderazgo del propio Suárez.
El 23 de abril de 1977, Leopoldo Calvo-Sotelo, ministro de Obras Públicas del gobierno Suárez, dimitió a su cargo y se incorporó a las filas de CD, con la finalidad de preparar la inscripción formal del nuevo referente.

### Fundación
Se constituyó formalmente como coalición el 3 de mayo de 1977, bajo el nombre de Unión de Centro Democrático. Ese mismo día, Suárez anunció su candidatura a la presidencia del gobierno como independiente dentro de la lista de UCD.
La UCD reunió a las siguientes organizaciones políticas, con sus respectivos líderes:
| Familia política    | Partido                                       | Siglas | Líderes                                              | Notas                                                   |
| ------------------- | --------------------------------------------- | ------ | ---------------------------------------------------- | ------------------------------------------------------- |
| Demócratacristianos | Partido Demócrata Cristiano                   | PDC    | Fernando Álvarez Miranda Íñigo Cavero                |                                                         |
| Socialdemócratas    | Federación Social Demócrata                   | FSD    | José Ramón Lasuén Sancho                             | Reunía a un total de diez partidos de ámbito regional.  |
| Socialdemócratas    | Partido Social Demócrata                      | PSDE   | Francisco Fernández Ordóñez Rafael Arias Salgado     | Reunía a un total de seis partidos de ámbito regional.  |
| Socialdemócratas    | Partido Socialdemócrata Independiente         | PSI    | Gonzalo Casado                                       |                                                         |
| Socialdemócratas    | Unión Social Demócrata Española               | USDE   | Eurico de la Peña                                    |                                                         |
| Socialdemócratas    | Federación Social Independiente               | FSI    | Jesús Sancho Rof                                     | Incorporada posteriormente a UCD.                       |
| Gubernamentalistas  | Partido Popular                               | PP     | Pío Cabanillas Emilio Attard José Pedro Pérez Llorca | Reunía a un total de siete partidos de ámbito regional. |
| Liberales           | Federación de Partidos Demócratas y Liberales | FPDL   | Joaquín Garrigues Walker Antonio Fontán              | Reunía a un total de nueve partidos de ámbito regional. |
| Liberales           | Partido Demócrata Popular                     | PDP    | Ignacio Camuñas Solís                                |                                                         |
| Liberales           | Partido Liberal                               | PL     | Enrique Larroque                                     |                                                         |
| Liberales           | Partido Progresista Liberal                   | PPL    | Juan García Madariaga                                |                                                         |
| Regionalistas       | Acción Regional Extremeña                     | AREX   | Enrique Sánchez de León                              |                                                         |
| Regionalistas       | Partido Gallego Independiente                 | PGI    | José Luis Meilán                                     |                                                         |
| Regionalistas       | Partido Social Liberal Andaluz                | PSLA   | Manuel Clavero                                       |                                                         |
| Regionalistas       | Unión Canaria                                 | UC     | Lorenzo Olarte                                       |                                                         |
| Regionalistas       | Unión Democrática Murciana                    | UDM    | Antonio Pérez Crespo                                 |                                                         |

La coalición estaba bajo el liderazgo de Adolfo Suárez. Sus principales componentes se declaraban demócrata-cristianos, liberales, socialdemócratas o independientes, siendo estos últimos frecuentemente elementos procedentes del régimen franquista.
Su primer comité ejecutivo se compuso por Pío Cabanillas, Fernando Álvarez de Miranda, Francisco Fernández Ordóñez, Joaquín Garrigues, Ignacio Camuñas, Enrique Sánchez de León y Leopoldo Calvo Sotelo.

### Primeros años

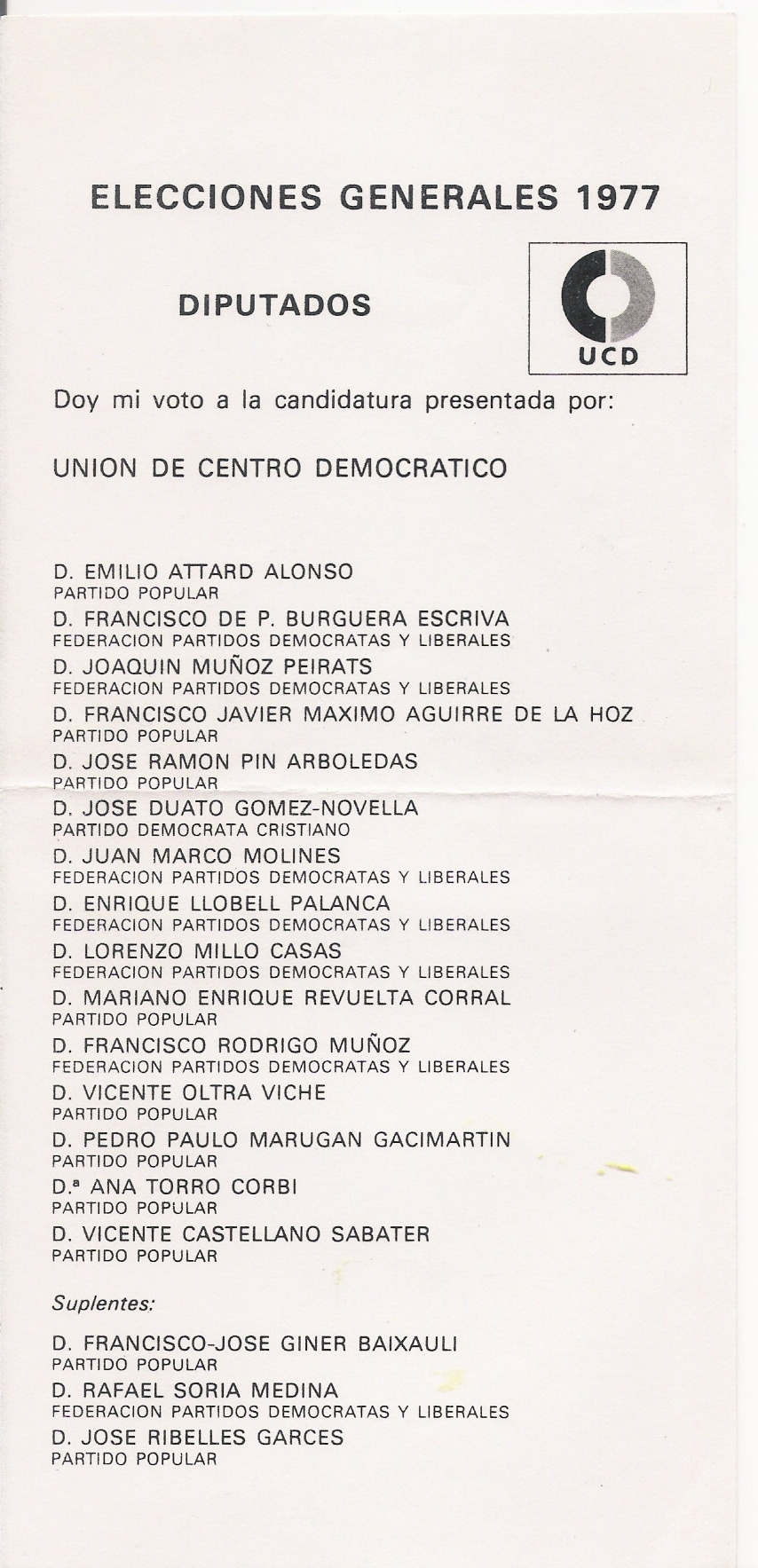
Papeleta electoral de UCD por Valencia en las elecciones de 1977.

La Unión de Centro Democrático (UCD) nació de la mano de Adolfo Suárez con el fin de aprovechar su imagen en las elecciones a partir de los contactos personales que mantenía con los líderes de gran cantidad de pequeños partidos nacidos en pocos años, así como para llevar a cabo los fines del grupo Tácito, nacido en los últimos años del franquismo a partir de sectores moderados del régimen.
El 4 de agosto de 1977, UCD se transformó en partido político, siendo inscrito oficialmente el 12 del mismo mes. Todos sus partidos fundadores acordaron disolver en diciembre de ese año, con excepción de la FSD, la cual se retiró de UCD.
Entre el 19 y 21 de octubre de 1978 se celebró su I Congreso, siendo elegidos Adolfo Suárez como presidente del partido y Rafael Arias-Salgado como secretario general.
Cabe destacar una agrupación centrista que no se adhirió a la unión de UCD, Equipo de la Democracia Cristiana (EDC), agrupación de partidos creada a semejanza de su homólogo italiano, pero que no conseguiría los resultados electorales esperados.
UCD gobernó España desde 1977 hasta 1982. En las elecciones generales del 15 de junio de 1977 obtuvo 6 310 391 votos (34,4 %) y 166 escaños. En estas, de sus candidatos el 36 % eran independientes procedentes de sectores moderados del franquismo, el 17 % eran miembros del Partido Popular y el 12 % de sectores democristianos. Finalmente, tras las elecciones, el 17,5 % de sus diputados electos habían sido previamente procuradores de las Cortes franquistas.

### En el Gobierno

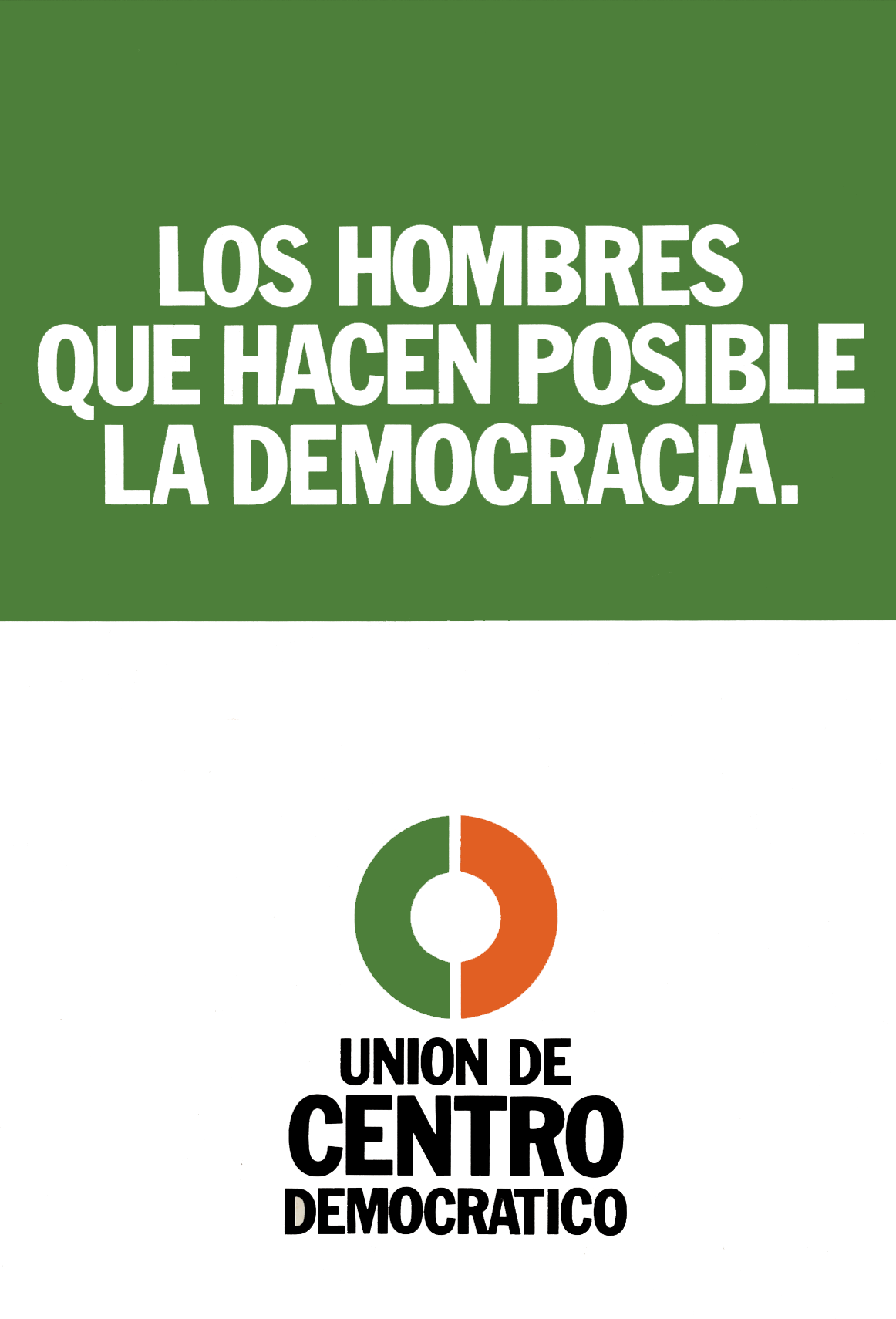
Afiche de UCD para las elecciones generales de 1977.

La Legislatura Constituyente de España comenzó el 19 de junio de 1977, pudiendo UCD gobernar debido al apoyo parlamentario y al consenso establecido tanto con AP como con el PSOE y el PCE. Las nuevas Cortes se inauguraron el 22 de julio. El nuevo gobierno, con Adolfo Suárez González de presidente, varios independientes y Fernando Abril Martorell como vicepresidente, vendría a culminar el proceso de Transición Española desarrollado en el país tras la muerte de Francisco Franco al ser uno de los principales partidos impulsores de la Constitución de 1978, teniendo entre sus filas a 3 de los 7 ponentes constitucionales (Gabriel Cisneros, Miguel Herrero y Rodríguez de Miñón, y José Pedro Pérez-Llorca).
En las elecciones generales de marzo de 1979 volvió a ganar las elecciones con mayoría simple, obteniendo 6 268 593 votos (34,8 %) y 168 diputados. Asimismo en dichas elecciones obtuvo mayoría absoluta en el Senado con 118 senadores. De este modo, la I Legislatura de España (o II, si incluyéramos en la cuenta la Constituyente), comenzó el 1 de marzo de 1979, con un nuevo Gobierno presidido por Adolfo Suárez y con Manuel Gutiérrez Mellado y Fernando Abril Martorell en él, que contó con el apoyo en la investidura de AP.
Asimismo UCD ganó las elecciones municipales de ese mismo año obteniendo la alcaldía en 20 capitales de provincia pero no en las grandes ciudades; también ganó las elecciones a la Diputación Foral de Navarra. Tras las elecciones al Parlamento de Cataluña de 1980, en las que su referente en Cataluña Centristes de Catalunya-UCD obtuvo 18 diputados, apoyó a Jordi Pujol como Presidente de la Generalidad de Cataluña.
El 16 de enero de 1980 el ministro de Cultura Manuel Clavero Arévalo renunció a su cargo, y en abril del mismo año abandonó el partido por la negativa de UCD a apoyar la "autonomía histórica de Andalucía" fundando Unidad Andaluza. Ese mismo año el entonces ministro de Trabajo y Asuntos Sociales Rafael Calvo Ortega se convierte en secretario general del partido y Leopoldo Calvo-Sotelo en vicepresidente 2.º del Gobierno.
Entre el 6 y 9 de febrero de 1981 se celebró el II Congreso de UCD en Palma de Mallorca, donde Agustín Rodríguez Sahagún se impuso en la votación a Landelino Lavilla como presidente del partido, cargo que ostentó hasta el 21 de noviembre de ese año cuando le sustituyó Leopoldo Calvo-Sotelo.

#### Dimisión de Suárez
El 29 de enero de 1981, fruto de la presión del Rey Juan Carlos y de los conflictos internos dentro de UCD, Adolfo Suárez dimitió como Presidente del Gobierno, siendo su sustituto hasta el fin de la legislatura Calvo-Sotelo tras el fallido intento de golpe de Estado del 23 de febrero de ese año. Desde este momento se gesta la inevitable desaparición del partido, habiendo quien opina que lo único que mantenía unida la coalición era la redacción de la nueva Constitución, la cual ya se encontraba en vigor. A su vez terminó siendo un partido con escasa popularidad y amplio rechazo, debido al aumento del paro, la grave inflación y la general crisis económica que vivía el país.
En noviembre de 1981 diez diputados del sector socialdemócrata de UCD liderados por Francisco Fernández Ordóñez fundaron el Partido de Acción Democrática —que más tarde se integraría en el PSOE—, y en febrero de 1982 tres diputados encabezados por Miguel Herrero y Rodríguez de Miñón se integraron en el grupo parlamentario de Coalición Democrática, acrecentándose la crisis interna por momentos. En julio, Landelino Lavilla fue elegido presidente de UCD coincidiendo con el abandono del partido de Adolfo Suárez y la creación por parte de este del Centro Democrático y Social (CDS). Por otra parte, el sector democristiano crea el Partido Demócrata Popular. Más tarde este último y el Partido Liberal se coaligarían con Alianza Popular, acabando por integrarse en este partido y ocupando el espacio del centroderecha. Asimismo Antonio Garrigues Walker fundó en julio de 1982 el Partido Demócrata Liberal integrando en él a los sectores liberales de UCD, siendo la base del futuro Partido Reformista Democrático.

### Salida del Gobierno y disolución
En las elecciones generales de 1982, en las que venció de forma aplastante el PSOE, presentó como candidato a Landelino Lavilla, y solo obtuvo 1 425 093 votos (6,7 %) y 11 escaños, perdiendo 157 diputados respecto las anteriores elecciones. En el momento en que UCD pasa a la oposición su secretario general era Íñigo Cavero. El 11 y 12 de diciembre de 1982 se celebró un congreso extraordinario en el cual Landelino Lavilla fue confirmado como presidente y Juan Antonio Ortega fue elegido secretario general. Tras todas estas escisiones y el pésimo resultado electoral, UCD se disolvió el 18 de febrero de 1983 aunque su grupo parlamentario se mantuvo hasta 1986. La base electoral de la UCD nutrió en las elecciones de 1982 a las dos principales formaciones de la izquierda y la derecha, el PSOE y Alianza Popular, la cual, tras refundarse en 1989 con el nombre de Partido Popular, pasó a capitalizar una porción aún mayor del electorado que anteriormente había votado a la UCD. 
Cabe destacar que fueron varios los líderes de UCD que se integraron en Alianza Popular, entre ellos, Miguel Herrero de Miñón en 1982, Marcelino Oreja en 1983, Pío Cabanillas en 1986 (inicialmente como miembro del Partido Liberal), y Rodolfo Martín Villa y Gabriel Cisneros en 1989.
Por otra parte, a partir de UCD (ya fuera directamente o a través del CDS) surgieron también diversos partidos de orientación regionalista o nacionalista, en especial tras su disolución, como Unión del Pueblo Navarro (UPN) (escindido en 1979 de la mano de Jesús Aizpún), Unió Mallorquina, Agrupaciones Independientes de Canarias (germen de la actual Coalición Canaria), Partido Riojano Progresista, Extremadura Unida, Unidad Regionalista de Castilla y León, Coalición Galega o Centro Canario Independiente, o bien centristas de ámbito únicamente provincial, como Centristas de Ourense. Los miembros de su representante en Cataluña, Centristes de Catalunya-UCD, acabaron repartidos entre Centro Democrático y Social, Alianza Popular y Convergència Democràtica de Catalunya.
En las elecciones municipales de 1983, diversos alcaldes de la extinta UCD fueron reelegidos al presentarse en candidaturas de Alianza Popular en Burgos, Ciudad Real, Palencia, Pontevedra y Santander, Agrupación Tinerfeña de Independientes en Santa Cruz de Tenerife o como independientes en Teruel.

## Resultados electorales

### Congreso de los Diputados
|  | 34,4 % |

|  | 34,8 % |

|  | 6,8 % |

### Elecciones municipales
| Comicios | Líder         | Posición | Votos     | %               | Concejales    |
| -------- | ------------- | -------- | --------- | --------------- | ------------- |
| 1979     | Adolfo Suárez | 1°       | 5 018 784 | \| \| 30,6 % \| | 28,960/67,505 |
|          | 30,6 %        |          |           |                 |               |

### Elecciones autonómicas
|  | 26,8 % |

|  | 8,52 % |

|  | 10,55 % |

|  | 27,80 % |

|  | 13,07 % |

## Líderes

### Presidencia
| Nombre                    | Imagen         | Congreso                | Período en el cargo     | Período en el cargo | Notas |
| Nombre                    | Imagen         | Congreso                | Inicio                  | Final | Notas |
| ------------------------- | -------------- | ----------------------- | ----------------------- | --- | --- |
| Adolfo Suárez             |                | I Congreso              | 21 de octubre de 1978   | 9 de febrero de 1981 | Tras dejar el cargo de presidente de UCD es elegido presidente de honor del partido, cargo que ocupó hasta su abandono del mismo el 28 de julio de 1982. |
| Agustín Rodríguez Sahagún |                | II Congreso             | 9 de febrero de 1981    | 13 de noviembre de 1981 | |
| Leopoldo Calvo-Sotelo     |                | –                       | 21 de noviembre de 1981 | 13 de junio de 1982 | Elegido presidente por el Consejo Político de UCD |
| Landelino Lavilla         |                | –                       | 13 de junio de 1982     | 12 de diciembre de 1982 | Elegido presidente por el Consejo Político de UCD |
| Landelino Lavilla         | Extraordinario | 12 de diciembre de 1982 | 18 de febrero de 1983   | Dimitió a su cargo el 18 de febrero de 1983, sin que nadie le sucediera, por lo que el Consejo Político de UCD decretó ese mismo día la disolución de la colectividad. | |

### Secretaría general
| Nombre                             | Imagen      | Congreso              | Período en el cargo     | Período en el cargo   | Notas |
| Nombre                             | Imagen      | Congreso              | Inicio                  | Final                 | Notas |
| ---------------------------------- | ----------- | --------------------- | ----------------------- | --------------------- | --- |
| Leopoldo Calvo-Sotelo              |             | –                     | 3 de mayo de 1977       | 11 de mayo de 1978    | Representante del gobierno en la comisión ejecutiva de la coalición UCD y encargado de su articulación.                                                                |
| Rafael Arias-Salgado               |             | –                     | 11 de mayo de 1978      | 21 de octubre de 1978 | Coordinador general de UCD, elegido por el comité político del partido.                                                                                                |
| Rafael Arias-Salgado               | I Congreso  | 21 de octubre de 1978 | 12 de mayo de 1980      |                       | |
| Rafael Calvo Ortega                |             | –                     | 12 de mayo de 1980      | 9 de febrero de 1981  | Elegido secretario general por el Consejo Político de UCD. |
| Rafael Calvo Ortega                | II Congreso | 9 de febrero de 1981  | 30 de noviembre de 1981 |                       | |
| Íñigo Cavero                       |             | –                     | 30 de noviembre de 1981 | 13 de junio de 1982   | Elegido secretario general por el Consejo Político de UCD. |
| Íñigo Cavero                       | –           | 13 de junio de 1982   | 12 de diciembre de 1982 |                       | Elegido secretario general por el Consejo Político de UCD. |
| Juan Antonio Ortega y Díaz-Ambrona |             | Extraordinario        | 12 de diciembre de 1982 | 18 de febrero de 1983 | Dimitió a su cargo el 18 de febrero de 1983, sin que nadie le sucediera, por lo que el Consejo Político de UCD decretó ese mismo día la disolución de la colectividad. |

## Congresos de UCD
| Congreso                | Fecha                         | Lugar             | Notas |
| ----------------------- | ----------------------------- | ----------------- | --- |
| I Congreso              | 19 al 21 de octubre de 1978   | Madrid            | Adolfo Suárez es elegido presidente de UCD, el cual es transformado en un partido político unificado. |
| II Congreso             | 6 al 8 de febrero de 1981     | Palma de Mallorca | Agustín Rodríguez Sahagún es elegido presidente de UCD por 1139 votos (apoyado por «suaristas» y socialdemócratas), contra 737 de Landelino Lavilla (apoyado por los «críticos», democristianos y liberales), en elección por listas abiertas. Suárez es designado presidente de honor del partido.                                |
| Congreso Extraordinario | 11 al 12 de diciembre de 1982 | Madrid            | Landelino Lavilla es reelegido presidente de UCD con el apoyo de la «familia» democristiana, derrotando al «azul» Rodolfo Martín Villa. En consecuencia, los sectores socialdemócrata y liberal abandonan el partido. Se acuerda, además, el inicio de gestiones para permitir la incorporación de UCD al Partido Popular Europeo. |